# Égalité et Réconciliation
Égalité et Réconciliation (česky Rovnost a usmíření) je francouzská politická asociace, kterou v roce 2007 založil Alain Soral, bývalý aktivista Francouzské komunistické strany, následně vysoký představitel Národní fronty. Hlásí se k levicovému nacionalismu a jejím cílem je "národní usmíření". Sebe sama klasifikuje "levici práce a pravici hodnot".
V rámci tradice francouzského anarchistického a nacionalistického syndikalismu (viz Cercle Proudhon) vystupuje proti světovému ekonomickému liberalismu, globalizaci a Evropské unii. Naopak se vyslovuje pro rozvoj národní identity, ochranu zaměstnanců a pro podporu malých a středních podniků. Na krajní levici se vymezuje především vůči trockistům.